# Seconde chance
Seconde chance è una soap opera francese, prodotta da TF1.

## Produzione
Composta da una stagione per un totale di 180 episodi da 25 minuti ciascuno, in Italia è stata trasmessa su Rai 3 dal 10 giugno al 29 luglio 2010, per poi riprendere il 30 agosto dello stesso anno (visti i buoni ascolti fuori dal periodo di garanzia, la serie viene tempestivamente sospesa ad agosto). Durante questa pausa, è stata programmata una nuova soap, Potere e passione, soppressa dopo soli 6 episodi causa ascolti. Quindi questa viene sostituita con L'ispettore Derrick che ne ha ottenuti ancora meno.
Seconde chance riprende il penultimo giorno di agosto senza più interruzioni: la serie termina il 7 marzo 2011. Viene inoltre replicata dal 7 gennaio 2013 su Rai Premium.
In Francia la serie aveva avuto successo, ma poi, specie per la prematura uscita di scena della protagonista Alice Lerois causata dalla gravidanza dell'attrice che la interpreta Caroline Veyt, gli ascolti si sono abbassati di molto. Alice farà posto a Emilie Marsaud-Broman, interpretata da Pascale Michaud. In Italia gli ascolti non sono stati brillanti ma neanche scarsi considerando la fascia oraria dei TG nazionali: una media di 1.200.000/1.300.000 spettatori seguivano la serie, talvolta con picchi di 1.600.000. Lo share è tra il 4 e il 9%.
Per i primi 100 episodi la sigla introduce il personaggio di Alice (Caroline Veyt), alle prese con i suoi doveri di madre e di donna in carriera. A cantarla è Lucie Bernardoni, reduce dal talent show di TF1 Star Academy. Dall'episodio 101 la sigla cambia radicalmente: Emilie (Pascale Michaud) è la protagonista, in compagnia della figlia Alizé (Charlène François) e degli altri collaboratori dell'agenzia. Della canzone di Lucie Bernardoni è utilizzata soltanto la musica di sottofondo.
Ci sono alcune somiglianze con Ugly Betty. Ne sono un esempio i tipici effetti di passaggio da una scena ad un'altra, l'ambientazione moderna, Lætitia e Soren che sembrano Wilhelmina e Marc; tutte "influenze" che comunque non sono mai state dichiarate. Il budget stanziato per i 180 episodi della serie ammonta a circa 30 milioni di €, mentre ogni singolo episodio da 25 minuti ha richiesto circa 10 ore di post-produzione.

## Trama

### Episodi 1-100
Alice Lerois, una casalinga parigina di 35 anni lasciata dal marito Mathieu e con due figli da mantenere, non ha alcuna esperienza professionale e la ricerca del lavoro si dimostra difficile. La donna incontra alla Broman&Barow, un'agenzia di pubblicità, la sua vecchia amica Lætitia Demarsey, che le offre un lavoro come segretaria, nonostante Alice non abbia alcuna esperienza nel settore. I primi giorni si dimostrano difficili: fotocopiatrici che si bloccano, computer che vanno in crash. La Lerois non si perde d'animo, tuttavia Lætitia le rende la vita molto difficile, in quanto l'accusa di averle "rubato" in passato il fidanzato Mathieu, ora ex marito di Alice.
Passato lo sconforto iniziale, la donna scopre di avere un certo successo nel settore creativo e così inizia a collaborare con Marc Broman, figlio del co-proprietario della Broman & Barow, a La Terra è nostra, una campagna pubblicitaria. Lætitia, fidanzata di Marc, nonostante si sia chiarita con Alice, prova un sentimento di gelosia e cerca di tenerla lontana dal futuro marito.
Marc scopre di avere un aneurisma al cervello, manifestato da strane fitte e dolori ai muscoli; Alice lo viene a sapere leggendo, per sbaglio, dei documenti. L'uomo decide di non parlare della sua malattia e si concentra sul lavoro, trascurando Lætitia.
Alice, nel frattempo, si lega a Vincent Valberg, amico di Marc e creativo dell'agenzia. Questi l'aiuta nella campagna pubblicitaria, che dovrebbe sensibilizzare tutti sull'argomento ambiente. La donna, passando molto tempo con Marc per il lavoro, se ne innamora e, a quanto pare, è ricambiata. I due arrivano a baciarsi, ignorando che sono entrambi impegnati. Ma improvvisamente le cose si complicano e Marc si sente male, in quanto l'aneurisma è scoppiato; Alice, andata da Marc per chiarire il loro rapporto, lo trova privo di sensi sul pavimento. Lætitia la segue perché sospettosa di una loro probabile relazione e, alla vista del compagno svenuto, chiama subito i soccorsi. In seguito informa il personale dell'agenzia che Marc è in coma e che i medici non sanno se un giorno si risveglierà e riprenderà conoscenza.
Grazie alle idee di Alice, La terra è nostra è un successone. Miracolosamente Marc si sveglia dal coma, senza ricordare, però, il rapporto con Alice e ignorandola totalmente. Lætitia le intima di non sforzarlo a ricordare, apparentemente per "non scombussolarlo" più di tanto. Il matrimonio tra Marc e Lætitia è imminente. Vincent e Alice ne sono rispettivamente i testimoni. Marc si sposa con Lætitia, ma dopo il viaggio di nozze, che non è andato bene, si ricorda del rapporto che c'era con Alice, ed inizia a farle la corte.
La situazione alla Broman&Barow si fa sempre più tesa, sia per alcuni problemi economici della società, sia per il rapporto tra Marc e Lætitia, che non sembra affatto come un tempo. Quest'ultima, intanto, interrompe la storia con Vincent. Dopo varie campagne pubblicitarie, i creativi si occupano dei gioielli Chamberlain, al quale progetto partecipa lo sportivo Stéphane Lansac. Per togliere ogni speranza a Marc e cercare di mantenere una buona "amicizia" con Lætitia, Alice finge di avere una relazione con Lansac, che poi si rivelerà omosessuale.
Ma l'agenzia è ancora in pericolo: qualcuno gioca sporco e Alice, con l'aiuto di Samira Massi, della segretaria Lucie Nemours e del contabile Koffi Diakité, riesce a smascherare Jaques Barow, comproprietario dell'agenzia. In realtà l'uomo è stato incastrato da Philip Broman, l'azionista di maggioranza, e dalla moglie Anne, donna perfida e calcolatrice.
Per non creare ulteriori problemi al matrimonio di Marc e Lætitia, Alice decide di partire per il Giappone, in seguito all'allettante proposta di un cliente, Matsuro. Hadrien segue la madre, che, commossa, saluta per sempre tutte le persone più care.
Philip muore in seguito ad un arresto cardiaco e il notaio Zampieri convoca Marc, Lucas Broman ed un tipo tutto pepe di nome Emilie Marsaud, la quale si rivela essere una Broman.

### Episodi 101-180
Marc, ma soprattutto Lucas, non accettano la sorellastra, che ha ricevuto dal defunto padre un assegno di 250.000 euro e il 30% delle quote dell'agenzia. La figlia di Emilie, Alizé, ne è entusiasta, e conosce Natacha Lerois, che sostituisce temporaneamente Lucie, la quale è andata con il fidanzato Koffi a Ravello, per una vacanza. Emilie viene subito detestata da Audrey Althuy, e Lætitia si finge sua amica. Marc e Lucas continuano a trattarla male e il fratello minore arriva addirittura a licenziare Natasha, colpevole, a suo parere, di averla fatta entrare in agenzia.
Emilie, stanca di Parigi e della sua "nuova famiglia", torna a Tolosa dall'amica Carole, con la quale intendeva aprire un salone di bellezza. Inaspettatamente, Emilie riceve la visita di Lætitia, che intende acquistare le sue quote azionarie, al prezzo di un milione di euro. In un primo momento la ragazza rimane spiazzata, poi raggiunge Lætitia a Parigi per rifiutare la proposta. Anzi, annuncia di vendere le quote al migliore offerente. Tutti, da Anne a Lucas si propongono, ma Emilie ha fiducia solo in Marc.
Broman non accetta la proposta di Emilie, ma si concentra su un'immagine lasciatagli dal padre in una lettera, che implica una sorta di "caccia al tesoro". La giovane Marsaud ricorda di avere un quadro con il medesimo ritratto, e così decide di aiutarlo. I due finiscono per trovare un DVD che vedranno con Lucas. Dopo averlo visto, Emilie si rende conto che non può vendere le azioni semplicemente al miglior offerente, ma a chi avrà un'idea innovativa che riesca a risollevare la Broman&Barow.
Emilie, alla fine, decide di non vendere più le sue azioni, e di proseguire la sua carriera all'agenzia. Lætitia finge di stimarla immensamente, per ottenere il suo appoggio. Lucas propone alla sorellastra di fare il test del DNA. La Marsaud accetta e, dopo le analisi, Lætitia scopre che Lucas non è figlio di Philip. Così lo ricatta, fino a che il giovane presidente non si dimette. La nuova candidatura è contesa tra Jaques e la Demarsey. Inaspettatamente, quest'ultima è la più apprezzata dai dipendenti.
A sorpresa, Alice ritorna a Parigi, in rappresentanza di Matsuro, con Hadrien, ma solo per pochi giorni. Quest'ultimo rimarrà in città, per l'infelicità di Léa e Hugo, che, nel frattempo, si sono innamorati. La Lerois saluta Lætitia, poi incontra Marc, al quale rivela di avere un nuovo compagno, Alex, un traduttore. Alice conosce Emilie, e le due, guardandosi negli occhi, capiscono di avere qualcosa in comune. Al consiglio di amministrazione, Emilie ottiene la maggioranza delle preferenze: è lei il nuovo presidente della Broman&Barow. Seguono così diverse vicende su tentativi per risollevare l'agenzia; Emilie ha idee innovative e nonostante viene vista inizialmente come un pericolo, si dimostrerà intelligente, creativa e degna del suo ruolo. Le cose si complicano quando però inizia una relazione con Victor Bosson, cliente dell'agenzia: ciò farà pensare che il cliente abbia incaricato la B&B di un'importante campagna solo per la relazione con la presidente, e quindi la donna viene accusata di aver mischiato il lavoro con la vita privata. Ma molto presto tutto giungerà inevitabilmente ad una conclusione, dov'è incluso anche il suo fidanzamento con Bosson.

## Diffusione internazionale
| Paese     | Titolo              | Emittente           | Sito ufficiale - SP                                               | Note                                 |
| --------- | ------------------- | ------------------- | ----------------------------------------------------------------- | ------------------------------------ |
| Francia   | Seconde chance      | TF1                 | Sito ufficiale                                                    | Emittente originale                  |
| Finlandia | Uusi elämä          | SuomiTV             | Sito ufficiale finlandese                                         | Diritti di trasmissione e podcasting |
| Italia    | Seconde chance      | Rai 3               | Scheda sul sito Archiviato il 5 gennaio 2011 in Internet Archive. | Diritti di trasmissione e podcasting |
| Giappone  | セカンド☆チャンス！ | LaLa TV             | Scheda sul sito                                                   | Diritti di trasmissione e podcasting |
| Moldavia  | A doua şansă        | Moldova 1           | -                                                                 | Dal 24 ottobre 2011                  |
| Ungheria  | Alice új élete      | Viasat3             | Annuncio sul sito                                                 | [ 13 ] [ 14 ]                        |
| Lettonia  | n.d.                | Latvijas Televīzija | -                                                                 | Trasmissione non verificata          |
| Russia    | n.d.                | Tv 100              | -                                                                 | Trasmissione non verificata          |

## Episodi
| Stagione       | Episodi | Prima TV originale | Prima TV Italia |
| -------------- | ------- | ------------------ | --------------- |
| Prima stagione | 180     | 2008-2009          | 2010-2011       |

## Personaggi e interpreti

### Personaggi principali
- Alice Lerois, nata Peyret (episodi 1-100), interpretata da Caroline Veyt, doppiata da Laura Lenghi.
- Emilie Marsaud-Broman (episodi 100-180), interpretata da Pascale Michaud, doppiata da Giò Giò Rapattoni.
- Lætitia Broman, nata Demarsey, interpretata da Isabelle Vitari, doppiata da Francesca Fiorentini.
- Marc Broman, interpretato da Sébastien Courivaud, doppiato da Alessio Cigliano.

### Personaggi secondari
- Vincent Valberg, interpretato da Charlie Dupont, doppiato da Roberto Certomà.
- Mathieu Lerois, interpretato da Alexandre Thibault, doppiato da Valerio Sacco.
- Natacha Lerois, interpretata da Lilly-Fleur Pointeaux, doppiata da Alessia La Monica.
- Hadrien Lerois, interpretato da Jonathan Demurger, doppiato da Stefano Brusa.
- Audrey Althuy, interpretata da Julia Vignali, doppiata da Ilaria Latini.
- Lionel Mantero, interpretato da Romain Deroo, doppiato da Alessandro Rigotti.
- Lucie Nemours, interpretata da Stéphanie Pasterkamp, doppiata da Beatrice Margiotti.
- Koffi Diakité, interpretato da David Baiot, doppiato da Giuliano Bonetto.
- Lucas Broman, interpretato da Benjamin Egner, doppiato da Stefano Billi.
- Samira Massi, interpretata da Hyam Zaytoun, doppiata da Angela Brusa.
- Jack Barow, interpretato da Philippe Bardy, doppiato da Gaetano Varcasia.
- Catherine Peyret, interpretata da Manoëlle Gaillard, doppiata da Fabrizia Castagnoli.
- Bernard Peyret, interpretato da Jean-Pierre Malignon, doppiato da Gerolamo Alchieri.
- Carlo Panetti, interpretato da Jean-Louis Tribes, doppiato da Ambrogio Colombo.
- Luigi Panetti, interpretato da Julien Guéris, doppiato da Gianfranco Miranda.
- Hugo Meyer, interpretato da Jean-Baptiste Shelmerdine, doppiato da Gabriele Lopez.
- Anne Broman, interpretata da Marie Lenoir, doppiata da Antonella Giannini.
- Soren Nykvist), interpretato da Olivier Sabin, doppiato da Sergio Lucchetti.
- Louise Martineau, interpretata da Patricia Malvoisin, doppiata da Marina Tagliaferri.
- Alizé Marsaud (episodi 101-180), interpretata da Charlène François, doppiata da Annachiara Repetto.
- Victor Bosson (episodi 101-180), interpretato da Stéphane Brel, doppiato da Francesco Pezzulli.
- Yoann Maupiat (episodi 101-180), interpretato da Florent Arnoult.

### Personaggi ricorrenti
- Matsuro, interpretato da Santha Leng, doppiato da Lucio Saccone.
- Delcourt, interpretato da Vincent Jouan, doppiato da Pierluigi Astore.
- Paul, interpretato da Franck Monsigny, doppiato da Fabrizio Picconi.
- Elisa, interpretata da Catherine Buquen, doppiata da Roberta Paladini.
- Aona, interpretata da Élodie Fontan, doppiata da Giò Giò Rapattoni.
- Nicole Bates, interpretata da Juliette Delacroix, doppiata da Perla Liberatori.
- Léa, interpretata da Olivia Tusoli, doppiata da Rossana Mortara.
- Stéphane Lansac, interpretato da Pierre-Marie Mosconi, doppiato da Roberto Draghetti.
- Samuel, doppiato da Edoardo Nordio.
- Philip Broman, interpretato da Serge Maillat, doppiato da Massimo Gentile.
- Seydou Diakité, interpretato da Jean-Jacques Bathie.
- Nathalie Jeantot, interpretata da Isabelle Tanakil.
- Victoria Manson (episodi 101-180), interpretata da Catherine Epars.
- Carole (episodi 101-180), interpretata da Tadrina Hocking.
- Julien Serignolle (episodi 101-180), interpretato da Thierry Baumann.
- Valentin Lambert (episodi 101-180), interpretato da Geoffroy Guerrier.
- Daphné Juliani (episodi 101-180), interpretata da Carole Bianic, doppiata da Daniela Calò.
- Tony (episodi 101-180), interpretato da Gaëtan Wenders, doppiato da Enrico Di Troia.
- Natasha Saint-Pier (episodi 101-180), interpretata da Natasha Saint-Pier.
- Kimiko Matsuro (episodi 101-180), interpretata da Audrey Giacomini.
- Alexandra (episodi 101-180), interpretata da Stefi Celma, doppiata da Emanuela D'Amico.
- Gérard Gasparac (episodi 101-180), doppiato da Paolo Marchese.
- Nora (episodi 101-180), interpretata da Sheryfa Luna.
- Pauline Vassero (episodi 101-180), interpretata da Valérie Bègue.
- Luc Malak (episodi 101-180), interpretato da Claude Bel, doppiato da Massimo Bitossi.
- Melle Blitz (episodi 101-180), interpretata da Isabelle Gomez.
- Valérie, interpretata da Selma Kouchy, doppiata da Francesca Degl'Innocenti.

## Le sigle
In Francia, Seconde chance ha quattro sigle, una per gli episodi 1-100, e tre per gli episodi 101-180. Nella prima sigla è presente una sequenza di immagini che introduce Alice (Caroline Veyt), Lætitia (Isabelle Vitari) e Marc (Sébastien Courivaud), con il nome degli attori che li interpretano; inoltre sono presentati anche i personaggi minori di Natacha e Hadrien, con le scritte ma fille e mon fils. La parte finale della sigla è caratterizzata da un'immagine a sfondo viola con la scritta seconde in bianco e chance in rosa. La musica è di Lucie Bernardoni.
Le altre sigle sono all'incirca uguali, se non per la base musicale a tonalità differenti (la musica è solo di sottofondo e la voce di Lucie Bernardoni è stata eliminata). Nella prima delle due sono presenti Emilie (Pascale Michaud), Lætitia, Marc e Alice (quest'ultima viene accreditata per essere apparsa nel riassunto delle puntate precedenti).
Nella seconda delle tre il personaggio di Alice non viene più inserito e le scene degli altri personaggi sono differenti. In più la Alma Production, nominata nella sigla della prima stagione, non viene più accreditata, mostrando soltanto Produit par TF1 Production. La sigla conclude con lo sfondo della Broman&Barow, al cui fianco si trova scritto in viola scuro SECONDE CHANCE. La quarta e ultima sigla è identica alla precedente, a differenza, però, del sottofondo musicale, leggermente variato.
In Italia, le sigle sono state modificate. Nella prima, le voci ma fille e mon fils sono state tradotte rispettivamente mia figlia e mio figlio. Espressioni come chance e en evidence sono state rimosse, così come anche Une production Alma avec la participation de TF1; in più, lo sfondo finale è rosa.
Le sigle riguardanti gli episodi 101-180 non sono state modificate particolarmente. Nella prima delle due, quando viene accreditata Caroline Veyt, l'articolo et non viene tradotto; in più la scritta SECONDE CHANCE è rosa.